# Slut!
«Slut!» (с англ. — «Шлюшка!»; «Плохая девочка») — песня американской певицы Тейлор Свифт из её четвёртого перезаписанного альбома 1989. Песня была выпущена 27 октября 2023 года вместе с альбомом. Эта композиция также является первой из пяти треков «From The Vault» с альбома (и его 17-м треком). Песню написали и спродюсировали сама Тейлор, Джек Антонофф, а также Patrik Berger. «Slut!» — это ода романтике, о которой общество имеет своё мнение. Песня «Slut!» была разослана на итальянские радиостанции 27 октября 2023 года в качестве отдельного сингла с альбома 1989 (Taylor’s Version). В США трек дебютировал на третьем месте Billboard Hot 100 и Billboard Global 200.

## История
Американская певица Тейлор Свифт выпустила свой пятый студийный альбом 1989 27 октября 2014 года. Перед выходом альбома, после ряда громких романов с известными мужчинами, Свифт была широко представлена в СМИ как «серийная любовница», а её отношения стали объектом шуток в поп-культуре и порицания шлюх. Она затрагивала эту тему в различных интервью и сатирически изобразила отношение к ней СМИ во втором сингле альбома «Blank Space». Аналогичным образом поклонники предсказывали, что в песне «Slut!» будет обсуждаться опыт Свифт, связанный со слатшеймингом.

## Релиз
9 августа 2023 года Свифт объявила о предстоящем выпуске четвёртого перезаписанного альбома 1989 (Taylor’s Version) во время своего последнего из шести концертов на стадионе Соу-Фай Стэдиум в Инглвуде в рамках тура Eras Tour. Дата выхода перезаписанного альбома была назначена на 27 октября 2023 года, ровно через девять лет после выхода оригинального альбома. Она назвала треки «From the Vault» «такими безумными» и заметила: «Не могу поверить, что их вообще оставили». 19 сентября Свифт обнародовала трек-лист, опубликовав в Instagram видео с анимацией, на которой изображены символы «T-S-! -U-L», появляющихся из голубого хранилища, что фанаты и журналисты восприняли как тизер одного из пяти треков из хранилища. 21 сентября Свифт представила полный трек-лист альбома 1989 (Taylor’s Version), подтвердив, что первым из пяти треков из хранилища будет «Slut!». Когда песня была выпущена 27 октября, фанаты отметили, что это единственная песня с чёткой обложкой на Apple Music, идентифицирующей её как сингл.

## Композиция
«Slut!» это синти-поп-песня продолжительностью три минуты. Это среднетемповая композиция, включающая в себя синтезаторы 1980-х годов, элементы электроники, нежный бэк-вокал и разнообразные «современные» инструменты. Ее описывают как песню медленного танца. Эмили Яр из The Washington Post отметила, что, несмотря на восклицательный знак в названии, это «тихая, спокойная песня». Elle назвал её «мечтательной поп-песней». Крис Уиллман из Variety и Бобби Оливье из NJ.com сказали, что «Slut!» напоминает альбом Свифт 2022 года Midnights; последний отметил, что «знойная, поздняя ночная дымка» создает «тёмную и мечтательную» атмосферу, и сказал, что синтезаторный саундскейп напоминает трек Midnights «Maroon». Критик The Line of Best Fit Келси Барнс считает, что «Slut!» музыкально напоминает «Wildest Dreams» с элементами звучания Ланы Дель Рей.
Название «Slut!» является отсылкой к слатшеймингу Свифт как публичной фигуре, с которой она сталкивалась на протяжении многих лет.
Песня является одой «безудержной» любви, несмотря на мнение общества о ней.
В тексте песни «Slut!» рассказывается о романтике, которая настолько сильна, что заглушает сомнения. Песня является тематическим ответом на то, как СМИ представляют свидания Свифт. Во втором куплете Свифт использует возможность тонко ответить тем, кто критикует её за отношения: («Все хотят его, это было моё преступление»). Слова песни «Love thorns all over this rose, I’ll pay the price, you won’t» вызвали сравнение с текстом «Screaming, crying, perfect storms, I can make all the tables turn, Rose garden filled with thorns» в песне «Blank Space», подчёркивая контраст стандартов, предъявляемых к романтической жизни мужчин и женщин. Эмилар Яр из The Washington Post считает, что текст песни «Slut!» передаёт разочарование Свифт. Крис Уиллман из Variety интерпретировал слова песни «But if I’m all dressed up, They might also be looking at us, If they call me a 'slut!', You know it might be worth it for once» как выражение Свифт меньшего беспокойства по поводу того, как её свидания могут повлиять на её публичный имидж.

## Отзывы
Энджи Мартоксио из Rolling Stone назвала песню «ошеломляющей» и описала её как «туманную, мерцающую оду о том, как безоглядно любить, даже если тебя за это стыдят и сексуализируют». В рецензии Келси Барнс из The Line of Best Fit песня стала «самой неожиданной» из всех композиций Vault, поскольку она отошла от ожидаемого поклонниками «сатирического языка в стиле Blank Space». Барнс продолжает утверждать, что крик Свифт, которая в 20 лет подвергалась порицанию за шлюху, и его отголоски в песне «придают сил». Аналогичным образом, Дэни Махер из Harper’s Bazaar Australia отметила, что мягкое и нежное звучание песни стало для неё сюрпризом, поскольку она ожидала «сардонической ухмылки» в духе «Blank Space». Рэйчел Ароэсти, написавшая для The Guardian, назвала песню «мерцающим рассказом о неуместном любовном приключении». Рецензируя альбом в целом Алекс Хоппер из American Songwriter назвал песню «восхитительно гедонистической и игривой». В менее восторженной рецензии Микаэля Вуда из The Los Angeles Times песня заняла последнее место среди пяти композиций Vault на альбоме, со словами рецензента: «Сильная концепция, так себе исполнение».

## Концертные исполнения
Свифт впервые исполнила «Slut!» 12 ноября 2023 года во время своего акустического выступления в Буэнос-Айресе (Аргентина) в рамках Eras Tour. Она представила трек на пианино после первого гитарного исполнения песни «Better Than Revenge» (из Speak Now (Taylor’s Version)).

## Участники записи
По данным сервиса Tidal.
- Тейлор Свифт — вокал, автор, продюсирование
- Джек Антонофф — автор, продюсирование, бэк-вокал, звукорежиссура, программирование, синтезатор
- Патрик Бергер — автор, продюсирование, бас, гитара, программирование, синтезатор
- Сербан Генеа — сведение звука
- Bryce Bordone — микс-инжиниринг
- Лаура Сиск (Laura Sisk) — микс-инжиниринг
- Рэнди Меррилл — мастер-инжиниринг
- Райан Смит — мастер-инжиниринг

## Чарты
| Чарт (2023)                         | Высшая позиция |
| ----------------------------------- | -------------- |
| Австралия (ARIA)                    | 4              |
| Канада (Billboard Canadian Hot 100) | 3              |
| Чехия (Singles Digitál Top 100)     | 69             |
| Дания (Tracklisten)                 | 33             |
| Германия (GfK)                      | 45             |
| Мир (Billboard Global 200)          | 3              |
| Ирландия (IRMA)                     | 6              |
| Литва (AGATA)                       | 49             |
| Нидерланды (Single Top 100)         | 38             |
| Новая Зеландия (Recorded Music NZ)  | 5              |
| Норвегия (VG-lista)                 | 17             |
| Португалия (AFP)                    | 32             |
| Словакия (Singles Digitál Top 100)  | 66             |
| Швеция (Sverigetopplistan)          | 21             |
| Великобритания (UK Singles Chart)   | 5              |
| США (Billboard Hot 100)             | 3              |

## Сертификации
| Регион                                                                      | Сертификация | Продажи |
| --------------------------------------------------------------------------- | ------------ | ------- |
| Австралия (ARIA)                                                            | Золотой      | 35 000  |
| Бразилия (ABPD)                                                             | Золотой      | 20 000  |
| Новая Зеландия (RMNZ)                                                       | Золотой      | 15 000  |
| Великобритания (BPI)                                                        | Серебряный   | 200 000 |
| Данные о продажах + прослушиваниях приведены только на основе сертификации. |              |         |

## История выхода
| Region | Дата            | Формат                     | Лейбл     | Ссылка        |
| ------ | --------------- | -------------------------- | --------- | ------------- |
| Мир    | 27 октября 2023 | Цифровые загрузки стриминг | Republic  | [ 12 ] [ 51 ] |
| Италия | 27 октября 2023 | Радио                      | Universal | [ 52 ]        |

### Комментарии
1. ↑  Стилизовано как " «Slut!» ", включая кавычки как часть названия. С подзаголовком «(Taylor’s Version) (From the Vault)»[1]